# 紛争
紛争（ふんそう、英語: conflict, dispute）とは、二者以上が目標や関心について互いに正反対であると知覚し、その知覚に基づいて行動を決定している状況を指す。
「土地紛争」や「地域紛争」のように、ある属性の違うある種の個体同士が隣合い生活する中で発生する場合や個人の人間生活から集団やある種の要素・価値観を共有化する個体同士が対立する中で発生する場合など、様々なレベル・様相が見られる。成田紛争（成田空港問題）に見られるように、武器規制など政府の管理体制によっては本格的な武力紛争にまでは至らない場合もあるが、暴動や意識対立、あるいは武力紛争（英語: armed conflict）として表面化するケースもある。

## 武力紛争
無政府状態である秩序の中において、さまざまな国家・勢力がその利害関係から対立する事態が発生した場合、上部の調停機関がないため、武力行使によって相手に自らの意思を強制しようとする場合がある。この武力行使によって双方の戦力が激しく争う事態を武力紛争と呼ぶ。
武力紛争の定義の範囲はかなり広く、内戦から国際法上における戦争も含む。武力紛争は1949年のジュネーヴ諸条約などの「国際人道法」の適用対象となっている。共通第三条の対象は「国際的性質を持たない武力紛争」であるとされているが、これには国内の暴動や散発的な暴力行為は含まれない。ただし国内における武力紛争の定義の明確化には複数の国が反対しており、現在もはっきりとした定義は存在しない。
現代の日本においては、発生した武力紛争の名称が明確に決定される事例は少なく、「○○戦争」や「○○紛争」といった名称が政府見解やメディア、論文などによって異なることも多い。内戦や比較的小規模な地域紛争が紛争と呼ばれることが多いが（例:ユーゴスラビア紛争、フォークランド紛争）、紛争と呼ばれるものでもボスニア・ヘルツェゴビナ紛争やエチオピア・エリトリア国境紛争のように国家間できわめて大きな被害を出した武力紛争もあり、視点によってとらえ方が異なる事例もあるため、明確な基準が存在しているわけではない。

### 分類
紛争はその内容や対立点から大まかに分類されている。独立や分離の紛争であれば「独立紛争」、民族間での紛争であれば「民族紛争」、国家や国境間での紛争であれば「国際紛争」などが挙げられる。また、第二次世界大戦のような世界規模の戦争との対比として「地域紛争」の語も用いられる。

#### アメリカ軍による分類
アメリカ軍では紛争をその規模から三つに大きく分類している。
- 低強度紛争 - 比較的低レベルの紛争状態であり、国家・勢力が平和的な競争関係よりも激しく政治的・軍事的に対立する状態を指す。この事態においては治安作戦から破壊工作までが行われる。形態として、内戦・ゲリラ戦・継続的なテロ活動が挙げられる。今日では、地上戦において従来の大規模な戦車戦に対して、市街戦や対歩兵・ゲリラ戦闘を指す言葉として用いられることが多く、略称のLIC（Low Intensity Conflict）もよく用いられる。
- 中強度紛争 - 比較的中レベルの紛争状態であり、特定の地域において国家・勢力が実際に武力衝突に至る政治的・軍事的な対立状態を指す。形態として、限定戦争・地域レベルの戦争が挙げられる。
- 高強度紛争 - 比較的高レベルの紛争状態であり、全世界の規模において国家・勢力が本格的な武力攻撃を展開して全面戦争に至る状態を指す。形態として、国家総力戦・核戦争が挙げられる。

## 原因
勢力均衡の崩壊、構造的暴力による不満、イデオロギーに基づく行動の正当化など、土地や資源の奪い合い（国境紛争）などの主体間の利害関係をはじめ、国際関係、宗教（宗教紛争）、経済事情、文化、民族性、バイアス、無自覚な集団心理などと複雑に関係して紛争は発生する。（戦争・内戦を参照）
なお今日、現実味を帯びてきているが、地球温暖化による環境変動によって土地の浸水や資源（食糧や水など）の枯渇が進み、環境難民が増加、世界中で土地や資源をめぐる紛争が多発し戦争や内紛が増加するのではないかと危惧する声が1970年代頃からあった。